# Unaccompanied Minors
Unaccompanied Minors is een film uit 2006 onder regie van Paul Feig.

## Verhaal
Het is de dag na kerstmis. Een groep kinderen verveelt zich wanneer een sneeuwstorm hen op een vliegveld vasthoudt. Ze besluiten hun eigen lol te maken. Niet iedereen is hier even blij mee.

## Rolverdeling
| Acteur               | Personage                 |
| -------------------- | ------------------------- |
| Lewis Black          | Oliver                    |
| Wilmer Valderrama    | Zach Van Bourke           |
| Dyllan Christopher   | Spencer Davenport         |
| Brett Kelly          | Timothy "Beef" Wellington |
| Tyler James Williams | Charlie                   |
| Gina Mantegna        | Grace Conrad              |
| Quinn Shephard       | Donna Malone              |
| Paget Brewster       | Valerie Davenport         |
| Jessica Walter       | Cindi                     |
| David Koechner       | Ernie                     |
| Kristen Wiig         | Carole Malone             |
| Rob Corddry          | Sam Davenport             |